# Ворт (город в Германии)
Ворт (нем. Worth) — община в Германии, в земле Шлезвиг-Гольштейн.
Входит в состав района Герцогство Лауэнбург. Подчиняется управлению Хоэ Эльбгест. Население составляет 160 человек (на 31 декабря 2010 года). Занимает площадь 6,07 км².